# Fitogeografia
Fitogeografia ou geobotânica é uma disciplina multidisciplinar que versa sobre a distribuição geográfica dos vegetais e de comunidades nas diversas regiões do globo, conforme as zonas climáticas e factores que possibilitam a sua adaptação, principalmente fatores do meio físico. A fitogeografia pode ser dividida em fitogeografia florística e fitogeografia ecológica. A fitogeografia florística estuda a distribuição de um táxon específico em função de sua história evolutiva; já a fitogeografia ecológica estuda a distribuição de comunidades de plantas ou de um táxon em decorrência das condições atuais do ambiente.
A fitogeografia atualmente adquiriu novos métodos de investigação, utilizando-se de técnicas de geoprocessamento e cartografia para mostrar a dinâmica dos vegetais e da cobertura vegetal no espaço geográfico. Seus estudos são realizados principalmente por ecólogos, botânicos e geógrafos.
A distribuição das plantas e de suas comunidades depende de vários fatores como: luz, água, temperatura, solo, ventos e interações biológicas. A ação do homem tem modificado as paisagens naturais do planeta desde tempos imemoriais, influenciando a distribuição de organismos em toda parte da Terra.
De uma forma geral, as comunidades, conhecidas como biomas, podem ser assim descritas numa escala global: Floresta tropical úmida, floresta tropical decídua ou seca, savana, matas secas espinhentas, matagais esclerófilos da zona mediterrânea e de outras partes da Terra, floresta temperada decídua, floresta temperada úmida, floresta temperada mista de angiospermas e coníferas, floresta de coníferas, estepe, pradaria, ervas e arbustos de deserto e a tundra. Dentro destes biomas e na interface deles com outros biomas existem diferentes comunidades de transição, e possuem várias denominações regionais. Existem também comunidades de transição entre os grandes ambientes da biosfera, ou seja, entre o meio terrestre e o marinho; há mangues, pauís, ervas e arbustos de dunas e restingas etc.
Há climas secos, úmidos, alternadamente úmidos e secos, quentes, frios, temperados e uma variedade de climas entre estes tipos. Os diferentes tipos de clima têm reflexos na cobertura vegetal, e influenciam na formação das folhas, na espessura do tronco, na altura das plantas, na fisionomia da vegetação etc.
As plantas, segundo o grau de umidade, formas da folha e sua dinâmica, podem ser classificadas em:
- Higrófilas: plantas que vivem em ambiente úmido;
- Hidrófilas: plantas que vivem em ambiente aquático;
- Mesófitas: plantas que vivem em ambiente com média umidade;
- Xerófilas: plantas adaptadas à aridez;
- Halófitas: plantas que vivem em ambientes Salobros;
- Tropófilas: plantas adaptadas a uma estação seca e outra úmida;
- Aciculifoliadas: possuem folhas em forma de agulhas, como pinheiros. Quanto menor a superfície das folhas, menos intensa é a Transpiração e maior a retenção de água pela planta;
- Latifoliadas: plantas de folhas largas, de regiões muito úmidas, com intensa transpiração;
- Caducifólias ou decíduas (folhas caducas) ou Estacionais: plantas que perdem suas folhas durante as estações do ano.
- Perenifólias: plantas que não perdem suas folhas durante as estações do ano.

## Subdisciplinas
Fitogeografia em sentido amplo (ou geobotânica, na literatura alemã) inclui três subdisciplinas, de acordo com o aspecto focado, o ambiente, a flora ou a vegetação, respectivamente:
- ecologia vegetal (ou mesologia - entretanto, notar que a abordagem ecológica no estudo da vegetação e dos biomas costuma estar associado a este campo);
- geografia vegetal (ou fitogeografia em sentido estrito, corologia, florística);
- sociologia vegetal (ou fitossociologia, sinecologia - entretanto, este campo não prescinde do estudo da flora, uma vez que se apóia em uma unidade fundamental, a associação vegetal, definida pela flora).

## Fitogeografia do Brasil
O livro Tratado de Fitogeografia do Brasil (1997) de Rizzini foi um dos primeiros materiais didáticos disponíveis em língua portuguesa, que aborda aspectos ecológicos, sociológicos e florísticos, e representa a síntese de 30 anos de atividades taxonômicas e 15 anos de trabalho específico em ecologia e fitogeografia.
Traz um histórico da fitogeografia mundial e a conceituação de diversos termos usados na fitogeografia. Aborda os aspectos de habitat, trazendo a classificação ecológica das plantas, história da biota brasileira e caracterização dos principais elementos da flora brasileira. Analisa aspectos fitofisionômicos e fisiológicos de adaptação das plantas aos seus ambientes. Trata dos fatores climáticos, fisiográficos e edáficos.